# Gaja Alaga
Gaja Alaga, in einigen Veröffentlichungen auch Gajo Alaga, (* 3. Juli 1924 in Lemeš (heute Svetozar Miletić in Nord-Vojvodina); † 7. September 1988 in Zagreb) war ein jugoslawischer theoretischer Physiker.

## Biographie
Seine Familie waren Bunjewatzen aus der Batschka. Alaga studierte theoretische Physik in Budapest und in Zagreb bei Ivan Supek. Nach seinem Studium arbeitete er an der philosophisch-mathematischen Fakultät der Universität Zagreb und am Rudjer Bošković Institut im Bereich der theoretischen Physik. Danach ging Alaga ins Ausland und arbeitete am Niels-Bohr-Institut in Kopenhagen, an der University of California, Berkeley und an der Ludwig-Maximilians-Universität in München.
Ab 1968 war er Mitglied der Kroatischen Akademie der Wissenschaften und Künste.
Zusammen mit dem Dänen Aage Niels Bohr und dem in Kopenhagen mit Bohr zusammenarbeitenden US-Amerikaner Ben Roy Mottelson leitete er 1955 die Auswahlregeln für Beta- und Gamma-Übergänge in deformierten Atomkernen ab, die sogenannten Alaga-Regeln.
Bis zu seinem Tod war Alaga Redakteur der wissenschaftlichen Zeitschrift Fizika.